# Brissus
Brissus is een geslacht van zee-egels, en het typegeslacht van de familie Brissidae.

## Soorten
- Brissus agassizii Döderlein, 1885
- Brissus camagueyensis Weisbord, 1934 †
- Brissus caobaense Sánchez Roig, 1953 †
- Brissus duperieri Castex, 1947 †
- Brissus durhami (Sánchez Roig, 1952) †
- Brissus gigas H.B. Fell, 1947
- Brissus glenni Cooke, 1959 †
- Brissus kewi Grant & Hertlein, 1938 †
- Brissus lasti Stockley, 1927 †
- Brissus latecarinatus (Leske, 1778)
- Brissus latidunensis Clegg, 1933 †
- Brissus meridionalis (Mortensen, 1950)
- Brissus obesus Verrill, 1867
- Brissus unicolor (Leske, 1778)